# Paraheptagyia semiplumata
Paraheptagyia semiplumata är en tvåvingeart som först beskrevs av Edwards 1931.  Paraheptagyia semiplumata ingår i släktet Paraheptagyia och familjen fjädermyggor. Inga underarter finns listade i Catalogue of Life.